# Benthamina
Benthamina é um género botânico pertencente à família Loranthaceae.

## Espécies
- Benthamina alyxifolia